# Tylösand (отель)
Отель «Tylösand» (швед. Hotel Tylösand, Оте́ль Тюлёса́нд) — четырехзвёздочный спа-отель и культурный центр в Тюлёсанде, пригороде Хальмстада (12 км), лен Халланд, Швеция. Отель расположен в одном из самых известных шведских курортов — на берегу Северного моря, имеет выход к морю и собственный песчаный пляж длиною 4 км. Общая площадь территории отеля (лето 2023 года) — 23 тыс. м².
Отель является обладателем наград в категориях «Лучший спа-отель» и «Лучший бизнес-отель» (см. раздел «Награды и номинации»). Его годовой оборот оценивается в 200 млн SEK. Ежегодно отель привлекает сотни тысяч посетителей.
Отель является одним из крупнейших культурных центров лена Халланд — его постоянная галерея предметов современного искусства является одной из крупнейших в Европе. Кроме того, отель привлекает поклонников творчества музыкантов Пера Гессле, групп Gyllene Tider и Roxette своими постоянными выставками и периодическими живыми выступлениями. Пер Гессле и его супруга Оса Гессле совместно владеют 60 % акций предприятия; кроме того Оса Гессле отвечает за дизайн отеля и СПА.
С 2000 года главным управляющим отеля являлась Элизабет Хаглунд (швед. Elisabeth Haglund, род. в 1957 году в Кальмаре, Швеция). Она работала в отеле 35 лет, из которых 20 управляла им. В мае 2023 года она покинула свой пост. Новый управляющий отеля с мая 2023 года — Юнас Карлен (швед. Jonas Karlén).

## История

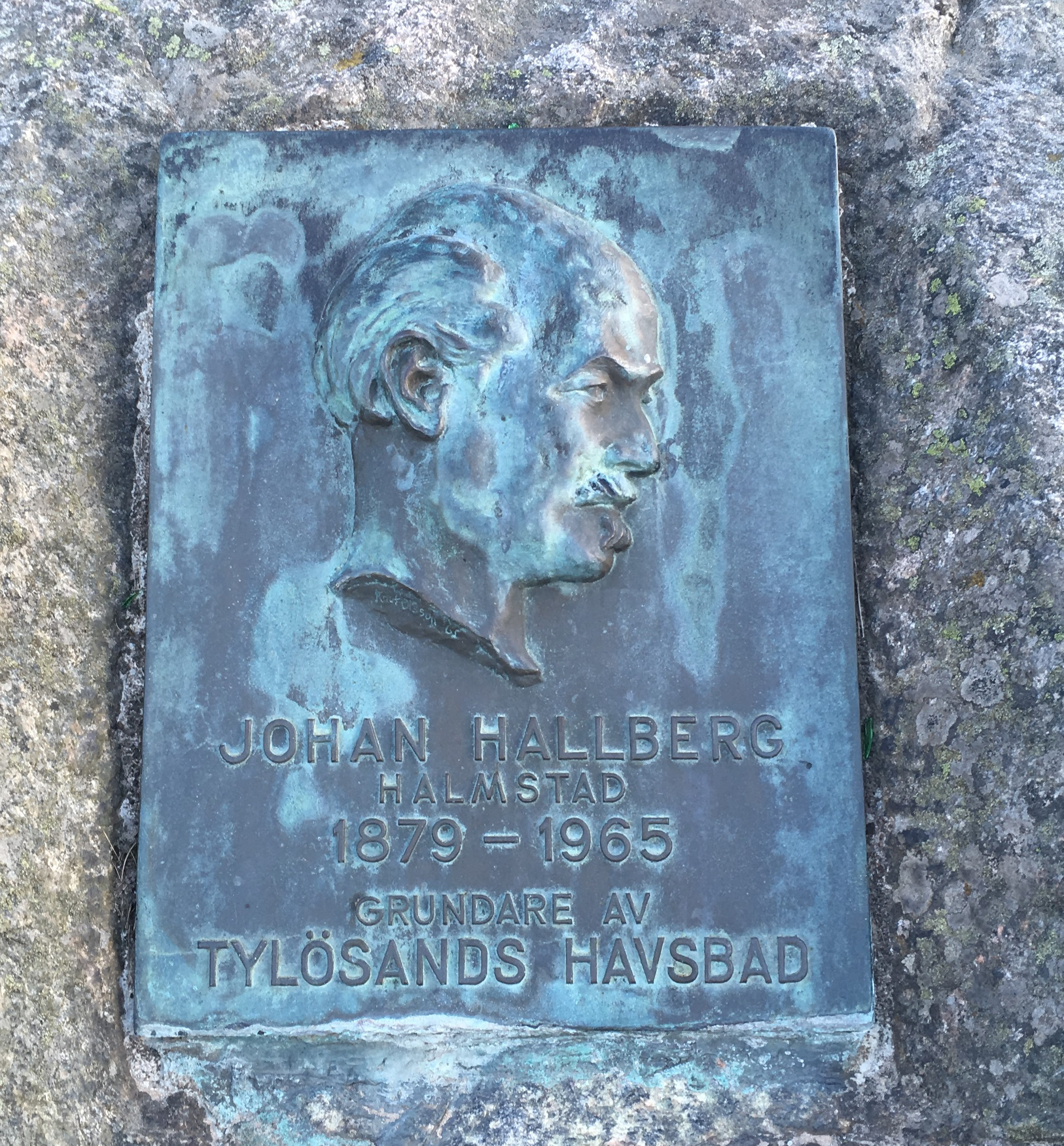
Мемориальная доска в честь Юхана Халльберга, основателя «Tylösands Havsbad» в Тюлёсанде

Морской курорт в Тюлёсанде стал широко известен в начале XX века. Фотограф королевской семьи Юхан Халльберг (швед. Johan Hallberg, 1879—1965) посчитал досадным, что только Mölle (в Сконе) является популярным морским курортом в Швеции и в 1915 году построил самую первую гостиницу (известную как «Restaurant Tylösand») за 13 000 шведских крон. Эта гостиница была построена по образцу французского морского курорта Трувиль-сюр-Мер в Норманидии и имела 10 гостевых комнат — она моментально стала популярной у местного населения. В 1917 году Халльберг основал компанию «Tylösands Havsbad» («Тюлёсандские морские ванны»). В 1927 году «Tylösands Havsbad» построила новый отель, до которого в следующие два года можно было добраться только на лодке. Своих первых гостей он принял в 1931 году. В 1950 году он был перестроен, а в 1985 году старый отель был полностью демонтирован и на его месте были воздвигнуты здания, сохранившиеся сегодня.

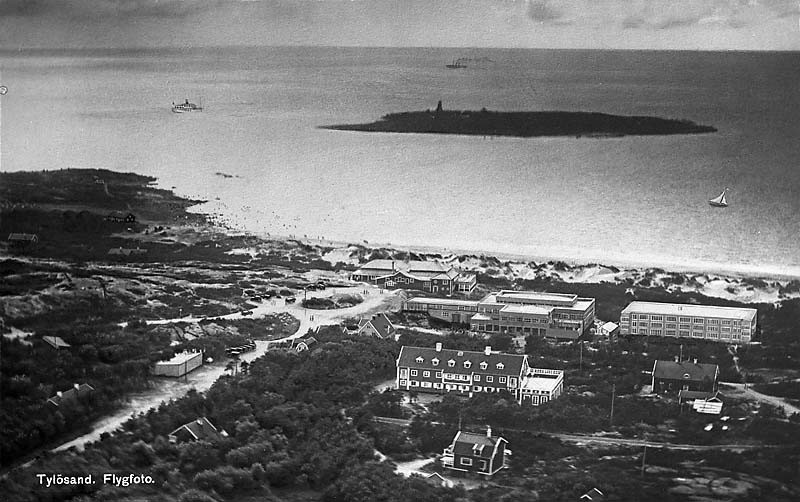
Отель «Tylösand» с воздуха (между 1940—1959 гг.)

7 июля 1995 года отель купили музыкант Пер Гессле и Бьёрн Нордстранд, бывший глава шведского телеканала TV4. Они основали компанию «Aktiebolaget Tylösands», которая с тех пор управляет землями и всем имуществом отеля на площади около 30 тыс. кв. м. В середине 1990-х была проведена крупная реконструкция зданий, и с того времени отель сохранился до сих пор.
В лобби и коридорах отеля представлено множество картин молодых шведских и европейских художников — все они «из [частной] коллекции О́сы и Пера Гессле». Также там можно увидеть одну из самых крупных в мире коллекций фотографий известного нидерландского режиссёра и фотохудожника Антона Корбейна, который работает с Пером Гессле с 2003 года.
В начале 2023 года отель подвергся значительной реконструкции: была снесена деревянная постройка 1927 года, так называемый «Herrgårdshuset» на 40 гостевых комнат. На её месте была воздвигнута большая пристройка к отелю, новый корпус на 39 номеров, который получил название «The Front House». Фасад был спроектирован архитектурным бюро «Fredblad Arkitekter», а дизайном интерьеров занималась супруга музыканта, Оса Гессле.

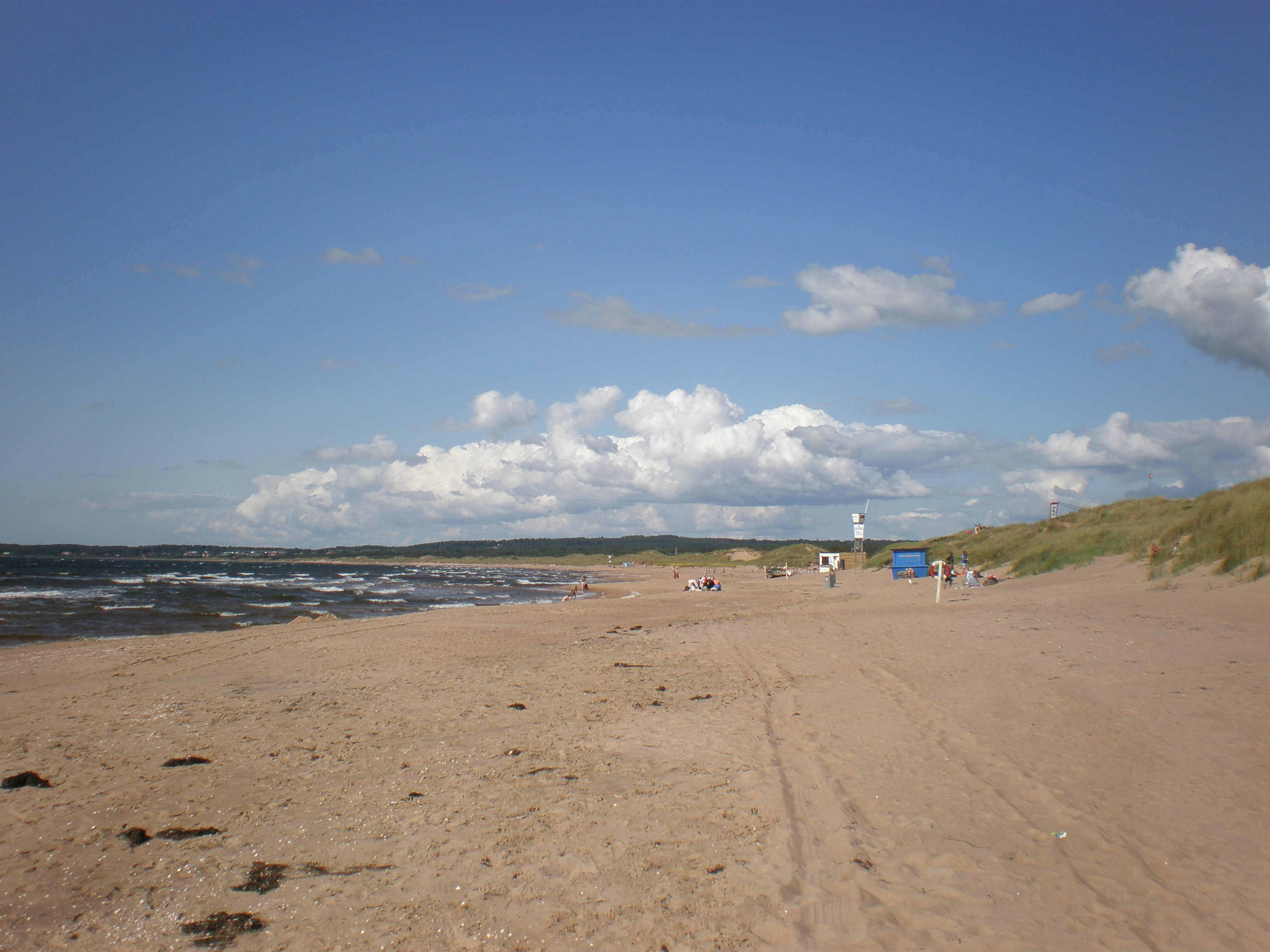
Песчаный пляж у отеля «Тюлёсанд»

12 февраля 2024 года после ремонта открылась обновлённая СПА зона. Главным дизайнером проекта выступила супруга совладельца отеля, Оса Гессле. Бюджет реновации оценивается в SEK 30 млн (€ 2,68 млн).

## Музыкальные выступления
В отеле имеется сцена, на которой часто выступают различные музыкальные коллективы. В частности, летом 2021 года в отеле прошла серия выступлений его совладельца, музыканта Пера Гессле, Per Gessle Unplugged.
В июле 2025 года в отеле запланировано выступление шведской исполнительницы Линнеи Хенрикссон и победителя песенного конкурса «Евровидение-2015» Монса Сельмерлёва.

## Выставки

### Галерея «Tres Hombres Art»
Галерея была основана в 1980-х Пером Гессле и Ларсом Нордином. В 2020-х галерея является одним из самых значимых игроков шведского рынка и сферы фото-искусства. Журнал «Elle» называет галерею площадью 23 000 м² «одной из ведущих фотогалерей в мире».
Галерея объединяет почти 400 предметов искусства: картин, скульптур и фотографий всемирно известных фотохудожников, среди которых Альберт Уотсон, Терри О’Нилл, Антон Корбейн, Мэри Маккартни, Дуглас Киркланд, Markus Klinko, Dan Winters, Норман Паркинсон, Ulla Lemberg и другие. Картины развешаны по всей территории отеля. Владельцами большинства работ являются супруги Гессле. Некоторые из произведений искусства выставлены на продажу. Галерея открыта 24 часа в сутки, вход свободный. По запросу в галерее проводятся туры и экскурсии.
Летом 2023 года в галерее «Tres Hombres Art» прошла обширная фотовыставка шведского фотографа Фредрика Этоалля под названием «Observations by Fredrik Etoall» (с англ. — «Наблюдения Фредрика Этоалля»). На выставке были представлены фотографии Roxette, Мари Фредрикссон, Пера Гессле и группы Gyllene Tider — Этоалль работает с музыкантами с 2012 года. К выставке галерея «Tres Hombres Art» выпустила (30 июня 2023 года) фотоальбом в двух вариантах — обычная книга (176 страниц) и ограниченное издание тиражом 500 экз. в подарочной коробке с отдельным принтом (фотографией), подписанным самим фотохудожником и Пером Гессле.
Осенью 2023 года хальмстадский аэропорт (швед. Halmstad City Airport) выставил некоторые экспонаты галереи в залах прилёта и отлёта. Некоторые экспонаты (например, фотографии, напечатанные в нескольких экземплярах) также выставлены на продажу.
В июне 2024 года в галерее открывается выставка «Bruce, Barack & Friends», на которой будут представлены работы Брукс Крафт (Brooks Kraft), Памела Спрингстин, Nicki Germaine, Rob DeMartin и Jörgen Johansson.

### The Joyride Collection
На первом (земляном) этаже нового корпуса «The Front House» Пер и Оса Гессле открыли ещё один выставочный зал, в котором постоянно представлена часть их коллекции уникальных спортивных автомобилей, главным образом «Ferrari», в большинстве своём выпущенных крайне ограниченным тиражом. Коллекция получила название «Joyride Collection» в честь музыкального альбома Roxette Joyride (1991). Помимо увеличения номерного фонда, в новом корпусе был сооружен конференц-зал, который получил название «Ронни Петерсон» в честь известного шведского пилота Формулы-1.
По признанию Пера Гессле его увлечение спортивными автомобилями началось в двенадцатилетнем возрасте, когда он увидел красный Феррари Тони Кёртиса в фильме «Сыщики-любители экстра-класса». Модель «Dino 246 GT» похожая на ту, что была показана в сериале, выставлена сегодня в коллекции музыканта. Свой первый автомобиль марки «Ferrari» Гессле купил в 1995 году, модель 456 GT синего цвета с кремовой обивкой — этой машины у него больше нет. В 1997 году он выступал на корпоративной вечеринке по случаю 50-летия «Ferrari» и после этого у него сложились хорошие отношения с менеджментом компании, что позволило ему купить несколько моделей, выпущенных ограниченным тиражом.
По информации шведской газеты «Göteborgs-Posten» стоимость представленной коллекции автомобилей оценивается примерно в 100 млн шведских крон по состоянию на 2022 год (около €10 млн). Многие из представленных автомобилей были выпущены в количестве не более 100 штук.
Одним из выставленных автомобилей является, например, Ferrari Daytona SP3: стоимость единицы (тираж всего 599 экземпляров) оценивается в 22 млн шведских крон (ок. € 2 млн). По информации финской газеты «Iltalehti» в Швеции было зарегистрировано всего два подобных автомобиля — у Златана Ибрагимовича и у Пера Гессле.
Список выставленных автомобилей:
- Ferrari Daytona SP3[англ.], 2022
- Maserati Levante Trofeo, 2022
- Rolls-Royce Royce Phantom, 2005
- Ferrari 430 Scuderia, 2008
- Ferrari 599 GTO, 2011
- Ferrari Monza SP2, 2020
- Ferrari 488 Pista, 2020
- Ferrari 458, 2015
- BMW Z4 sDrive23i, 2011
- Mini Cooper S 1.6, 2008
- Ferrari Dino 246 GT, 1971
- McLaren Senna, 2019
- Ferrari Laferrari, 2017
- Ferrari F 12, 2016
- Ferrari 550 Barchetta, 2001
- Ferrari 250 Granturismo, 1962
- Ferrari 812 Competizione A, 2020 (с февраля 2024)
- Ferrari F2008 (с апреля 2024)

В мае 2023 года был напечатан каталог автомобилей коллекции The Joyride Car Collection. Текст (на английском и шведском языках) и фотографии для него предоставил сам Пер Гессле. Каталог продаётся в лобби отеля и стоит SEK 145 (на июль 2023 года).
1 июля 2023 года шведская газета «Dagens industri» опубликовала видеоинтервью с Пером Гессле, в котором он рассказывает о коллекции.
Принципиально коллекцию можно увидеть только снаружи, в сам выставочный зал доступ закрыт. Тем не менее в отеле имеется возможность забронировать экскурсию в малых группах до 10 человек.
В декабре 2023 года шведский фотограф Alexander Arnholm, специализирующийся на фотографиях суперкаров и фотографиях для гламурных журналов, фотографировал Пера Гессле на фоне его коллекции автомобилей. Эти снимки вошли в официальный годовой фотоальбом «Ferrari Yearbook 2023».
В феврале 2024 года коллекция пополнилась автомобилем Ferrari 812 Competizione A. В этом же месяце Пер Гессле стал ведущим программы Ferrari «Incredible Garages With Per Gessle» (Удивительные гаражи с Пером Гессле), которая (видео) была опубликована на официальном сайте автопроизводителя. Музыкант рассказал о своей коллекции спорткаров.
В апреле 2024 года коллекция пополнилась автомобилем Ferrari F2008 Кими Райкконена. Во время посещения штаб-квартиры «Феррари» в городе Маранелло супругам Гессле представили коллекцию исторических автомобилей этой марки, принимавших участие в Формуле-1. Пер Гессле обратился к одному из менеджеров с вопросом: на случай если кто-то задумает продать один из автомобилей, он готов рассмотреть возможность его покупки для своей коллекции, выставленной в отеле «Tylösand». По счастливому стечению обстоятельств сделка действительно состоялась и с апреля 2024 года болид выставляется на обозрение публики в рамках «The Joyride Collection».
В конце мая 2025 года вышло второе издание каталога The Joyride Collection, который описывает коллекцию и рассказывает историю экспонатов. Каталог доступен в свободной продаже на стойке регистрации отеля.
В августе 2025 года выставку посетил шведский гонщик боснийского происхождения Дино Беганович — Пер Гессле лично провёл ему экскурсию. Беганович передал в музей пару своих перчаток, которые с этого момента также являются частью постоянной экспозиции.

### Бар Leif’s Lounge

Награды Roxette в баре Leif’s Launge отеля «Тюлёсанд»

Известен прежде всего поклонникам творчества группы Roxette и Пера Гессле. В баре имеется сцена, на которой неоднократно проводились концерты музыкантов, первые, «открывающие», в гастрольных турах, либо последние, «закрывающие» шоу.
Стены бара увешаны многочисленными золотыми и платиновыми музыкальными наградами Roxette (на фото) и Gyllene Tider по итогам продаж их музыкальных альбомов. Награды собраны со всего света — Германии, Италии, Франции, Канады, Австралии, Великобритании, Швеции, ЮАР и других стран.

Награды Roxette в баре Leif’s Launge отеля «Тюлёсанд»

В баре представлена коллекция гитар Пера Гессле, а также коллекция афиш к концертам Roxette и Gyllene Tider. Под стеклом можно увидеть письма звукозаписывающих компаний, датированные 1975-78 гг, в которых известные лейблы отказывали Gyllene Tider в выпуске их музыкальных записей. Добившись признания, музыканты решили не только сохранить эти письма, но и выставить их на обозрение публики.

Дверь студии «Tits & Ass»

Одной из главных достопримечательностей бара является дверь ныне несуществующей студии «Tits & Ass» (старого здания). В этой студии были записаны демоверсии, а также альбомные версии самых известных хитов Gyllene Tider и Roxette. В конце 1990-х здание студии было снесено, но деревянная дверь, расписанная поклонниками музыкантов осталась и теперь хранится в баре Leif’s Lounge (на фото).
В начале 2014 года бар был закрыт на реставрацию. Помещения были полностью отремонтированы, изменена планировка. После открытия бара изменилась и концепция заведения. В настоящее время это гриль-бар. Кроме того, музей, посвящённый группе Roxette открылся в баре снова, а также был дополнен новыми экспонатами. Дизайном выставки занималась супруга Пера Гессле О́са Норди́н-Ге́ссле. По случаю этого события были выпущены специальные медиаторы чёрного цвета с нанесённым на них серебристого цвета изображением Лейфа и адресом интернет-сайта отеля Tylösand.
29 июня 2023 года Gyllene Tider сыграли очередной «секретный» концерт в баре Leif’s Lounge перед началом гастрольного тура «Hux flux sommarturné». В отличие от предыдущих «секретных» концертов, этот был объявлен заранее, за неделю до выступления на него можно было приобрести билет через страницы отеля в социальных сетях.

## Конференц-залы
В отеле имеется несколько залов для проведения конференций и совещаний, вмещающие 700 человек. В 2007 году в некоторых из них был проведен основательный ремонт, установлено новое оборудование и теперь эти залы носят названия:
- «Lennon» — в честь Джона Леннона
- «Rolling Stones — Beatles»
- «Roxette — Fredriksson» — в честь группы Roxette и коллеги Пера по дуэту, певице Мари Фредрикссон
- «Grötvik» — пригород Хальмстада, каменоломня, где снимался клип на песню Пера Гессле «En Händig Man» (2007)
- «Haverdal — Steninge»
- «Vilsharad — Ringenas»
- «Frosakull — Herrgardshuset»
- «Harplinge — Sandhamn» — пригороды Хальмстада, в Сандхамне находится дом, где в настоящее время проживает Пер Гессле
- «Kongress — Skagerack»

## СПА

Бассейн в спа

В отеле есть большой бассейн, две джакузи, финская и турецкая сауны, контрастный душ и контрастные ванны. Из оригинальных решений — бассейн под открытым небом с тёплой водой (находится на фасаде здания, выходящего на пляж), а также бассейн в котором имеется высокая скамья, на которую можно лечь и лежать в воде не боясь утонуть, при этом потолок выполнен в виде звёздного неба (на фото), а стены комнаты обладают шумоизоляцией.
В 2023 году в спа была проведена масштабная реконструкция. Работы длились четыре месяца и обошлись в 30 млн шведских крон (ок. 2,72 млн евро). После реконструкции спа располагается на трёх уровнях.

## Рестораны
Главный ресторан отеля называется «Tylöhus». В нём работают известные в Швеции шеф-повара. Второй ресторан «Titus Tapas» назван в честь сына Гессле (швед. Gabriel Titus Gessle, род. в 1997 году).
В отеле проводятся встречи и семинары, например, лекции винокурни Château Mont-Redon в октябре 2017 года.

## Награды и номинации

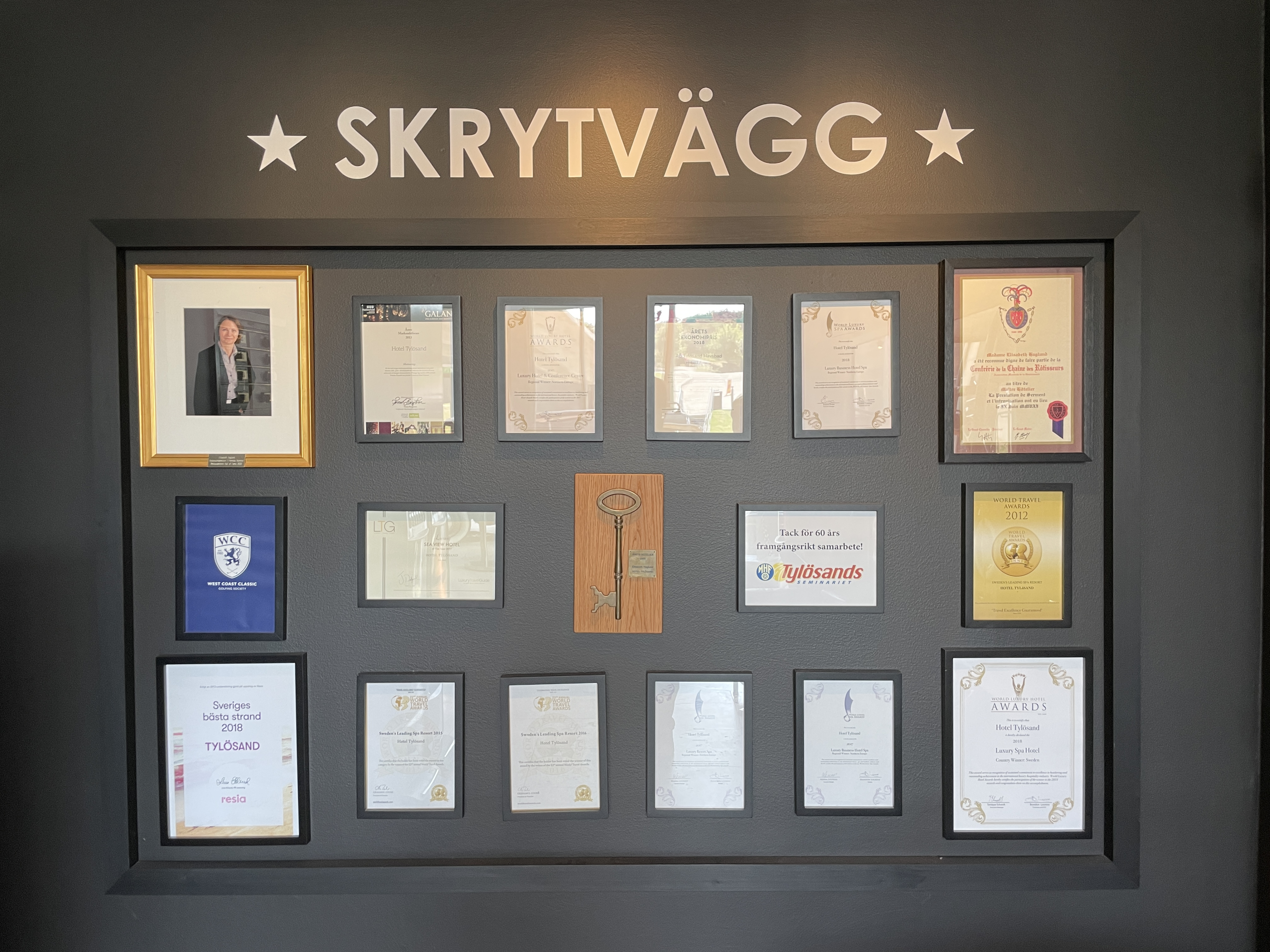
Т. н. «Стена хвастовства» — награды отеля (июль 2021)

- 2018 — World Luxury Hotel Awards — Luxury Spa Hotel (Швеция) — победитель[37]
- 2017 — World Luxury Hotel Awards — Luxury Hotel & Conference Centre (Северная Европа) — победитель[38]
- 2017 — World Luxury Spa Awards — Luxury Business Hotel Spa (Северная Европа) — победитель[6]
- 2017 — World Luxury Spa Awards — Luxury Resort Spa (Северная Европа) — победитель[6]
- 2012 — World travel awards — Лучший спа-отель Швеции — победитель
- 2007 — Лучший спа-отель Швеции, а также лучший отель Швеции для проведения конференций и корпоративных совещаний.[39]